# Rue du Louvre
Die Rue du Louvre ist eine Straße im 1. und 2. Arrondissement der französischen Hauptstadt Paris.

## Lage
Die etwa 20 m breite und 700 m lange Straße beginnt an der Rue de Rivoli und führt zur Kreuzung Rue de Mail, Rue Montmartre.

## Namensursprung
Die Straße führte ursprünglich am Westflügel des Louvre vorbei, weshalb sie diesen Namen trägt.

## Geschichte
Die Straße wurde im Zusammenhang mit der Neugestaltung der Pariser Boulevards durch Georges-Eugène Haussmann im 2. Kaiserreich angelegt. Der Straßenzug wurde in zwei Abschnitte errichtet:
- 1853: Erster Abschnitt zwischen dem Louvre und der Rue Saint-Honoré als Verlängerung der Straße vom Quai du Louvre (heute Rue de l’Amiral-de-Coligny)[1]
- 1860: Verlängerung bis zur Rue Montmartre[2]

Danach erfolgte die Trassierung jedoch in drei weiteren Abschnitten:
- 1880: zwischen der Rue Coquillière und der Rue d’Argout
- 1888: zwischen der Rue Saint-Honoré und der Rue Coquillière
- 1906: zwischen der Rue d’Argout und der Rue Montmartre

Folgende Abschnitte sind verschwunden:
- Die Passage du Vigan, zwischen der Rue d’Aboukir und der Rue d’Argout
- Die Rue d’Orléans-Saint-Honoré, zwischen der Rue Berger und der Rue Saint-Honoré
- Die Rue des Poulies, zwischen der Rue Saint-Honoré und der Rue Perrault
- Die Rue du Petit-Bourbon, zwischen der Rue Perrault und dem Quai du Louvre

Die Rue du Louvre war erst 1934 endgültig fertig, als das Gebäude für die Zeitung Paris-Soir eingeweiht wurde.
1972 bekam der südliche Teil der Straße (vor der Ostfassade des Louvre) den Namen Rue de l’Amiral-de-Coligny.

## Sehenswürdigkeiten
- Nr. 18: Agence Duluc, eine 1913 gegründete Privatdetektei
- Nr. 34: Ehemalige Textilfabrik Saint Frères
- Nr. 35: Historisches Gebäude der Centre de Formation des Journalistes (CFJ)
- Nr. 37: ehemaliger Sitz des Paris-Soir, später des Figaro; 1937 von Jean Prouvost in Auftrag gegeben und von Fernand Leroy im style paquebot erbaut, mit einer großen Halle und Terrassen auf dem Dach.
- Nr. 40: ehemaliges Central-Hôtel[4].
- Nr. 48–52: Poste Centrale du Louvre

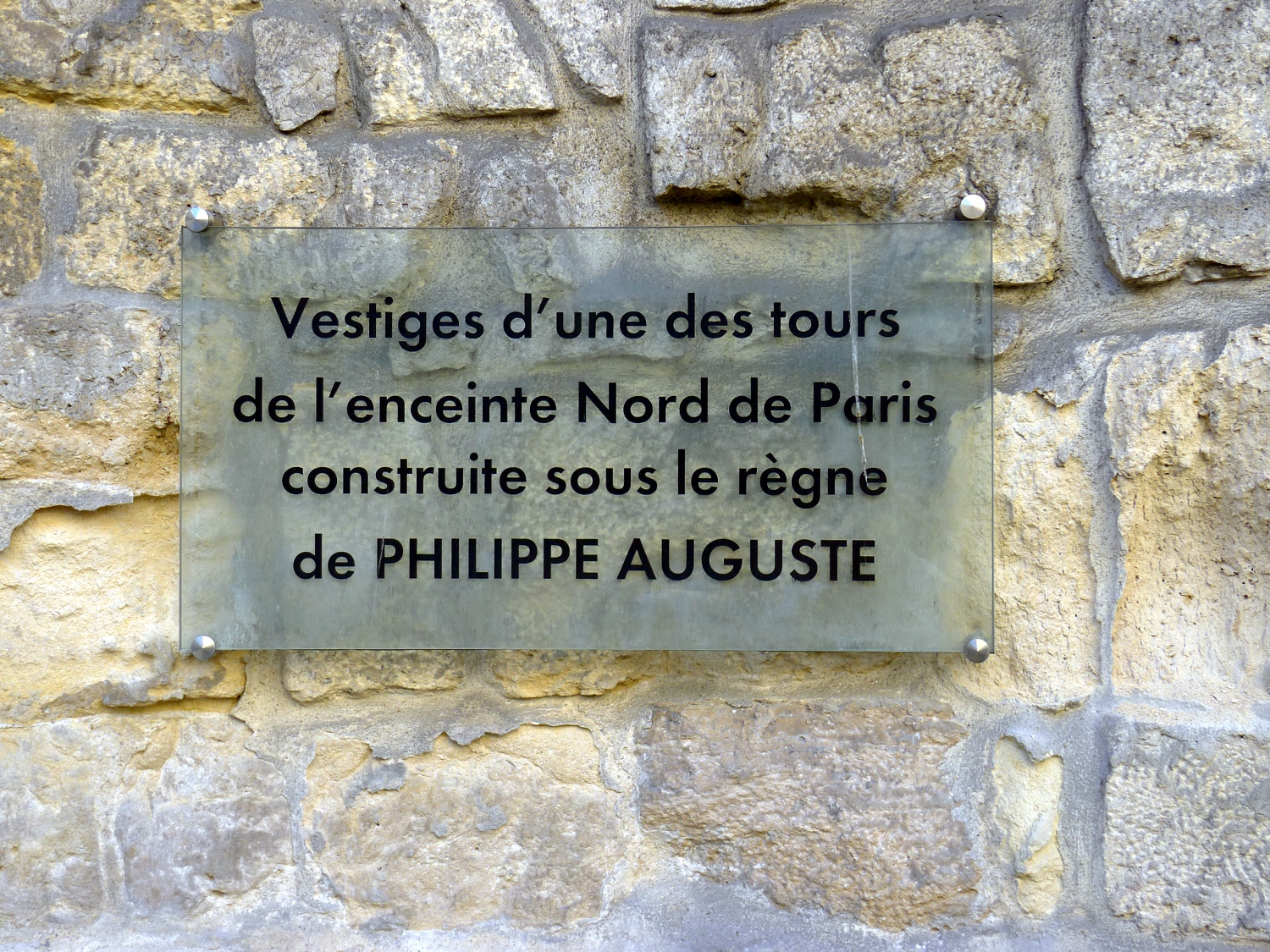
Nr. 11 und 13: Reste eines Wehrturms der Pariser Stadtmauern
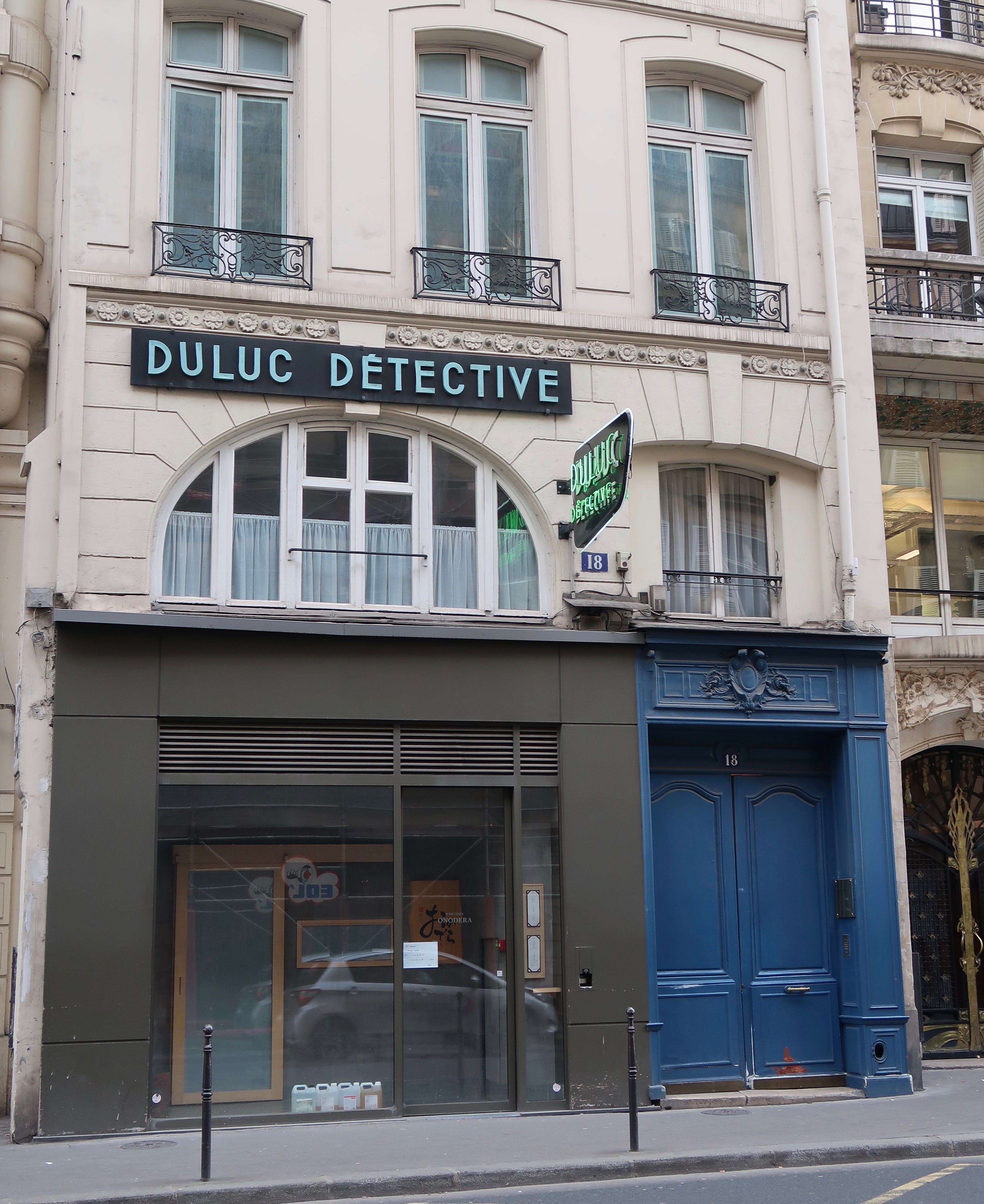
Nr. 18: Agence Duluc
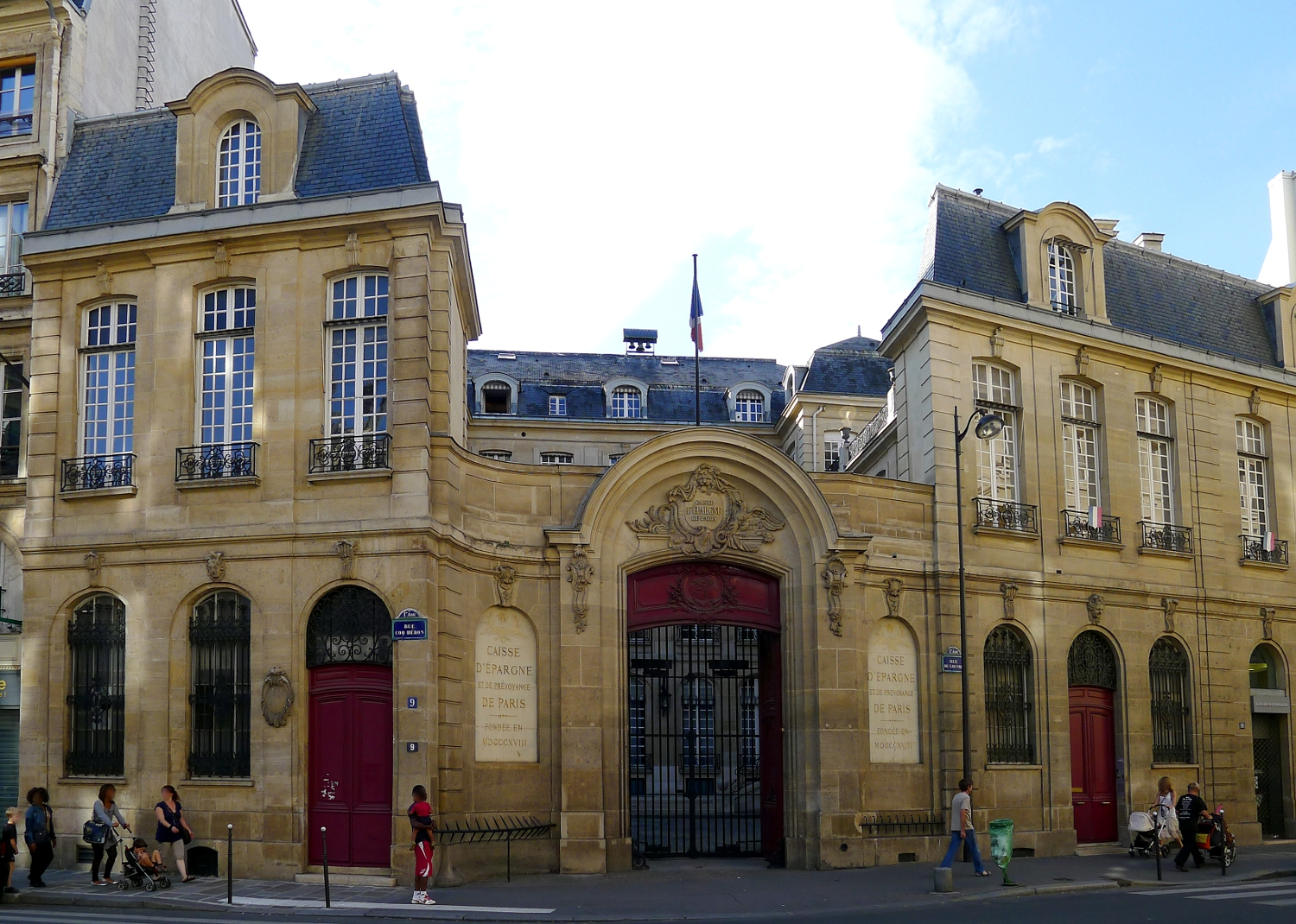
Nr. 19: Ehemaliges Hôtel d’Olonne
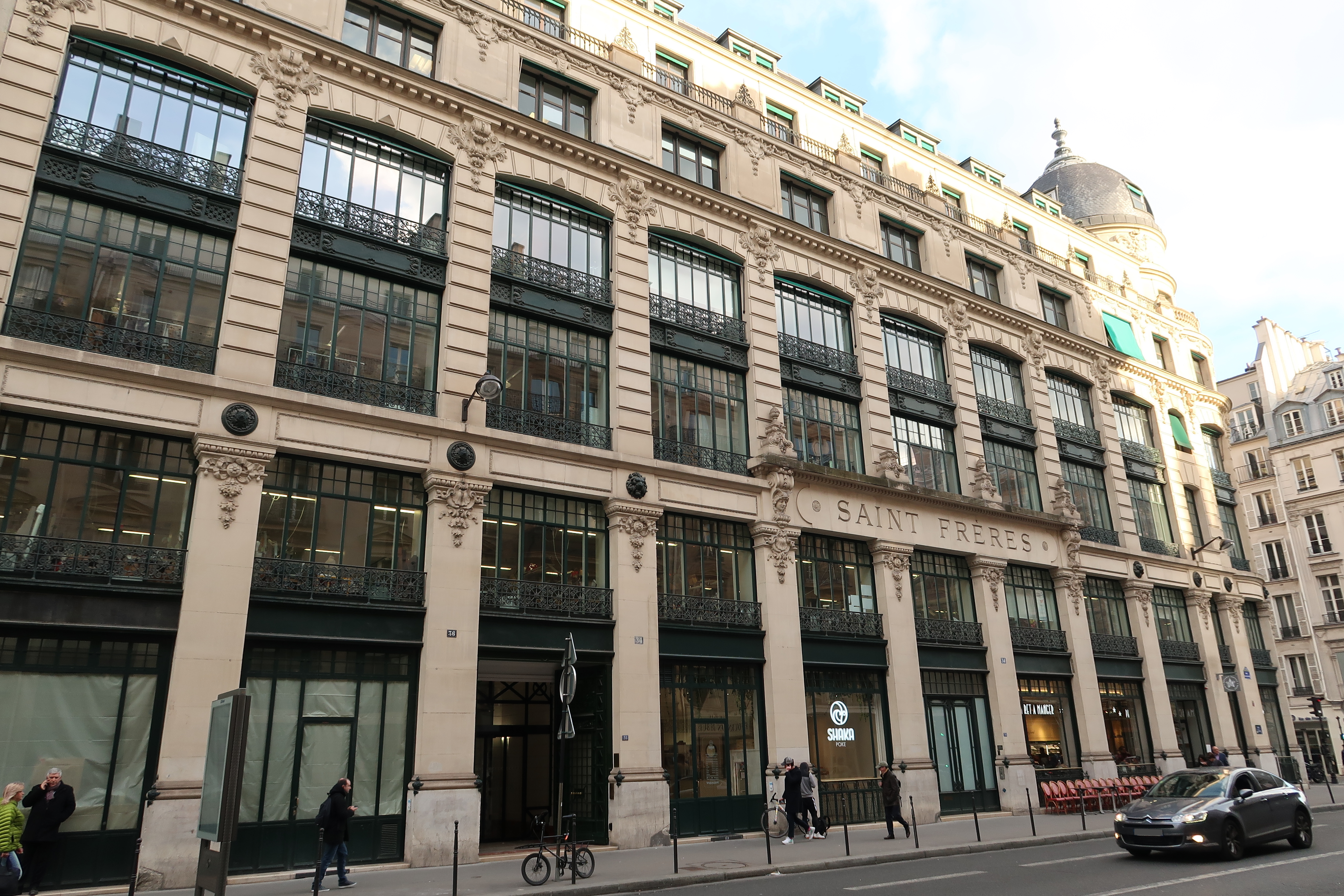
Nr. 34: ehemalige Textilfabrik Saint Frères
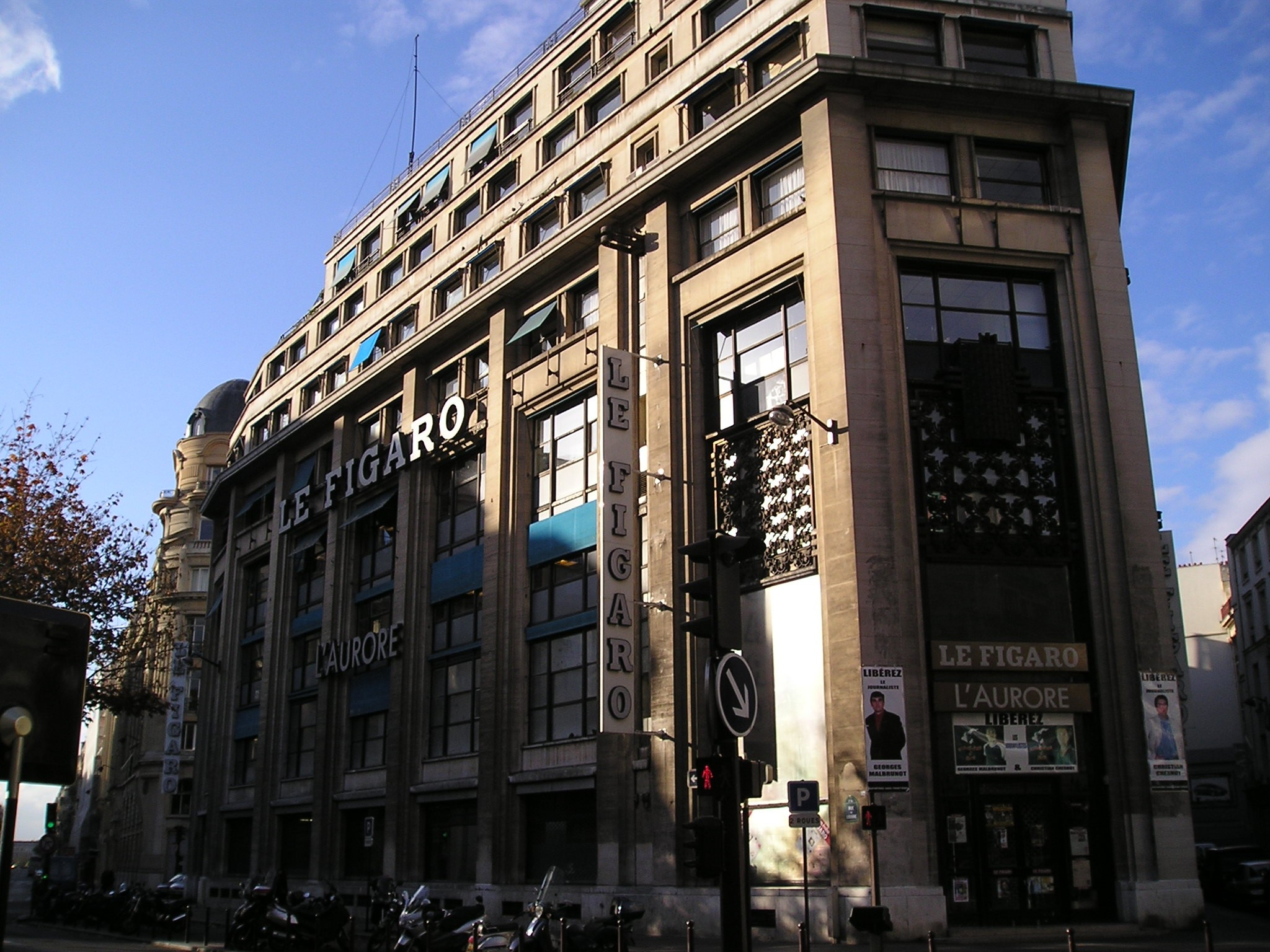
Nr. 37 (von 2004): Figaro bis 2005
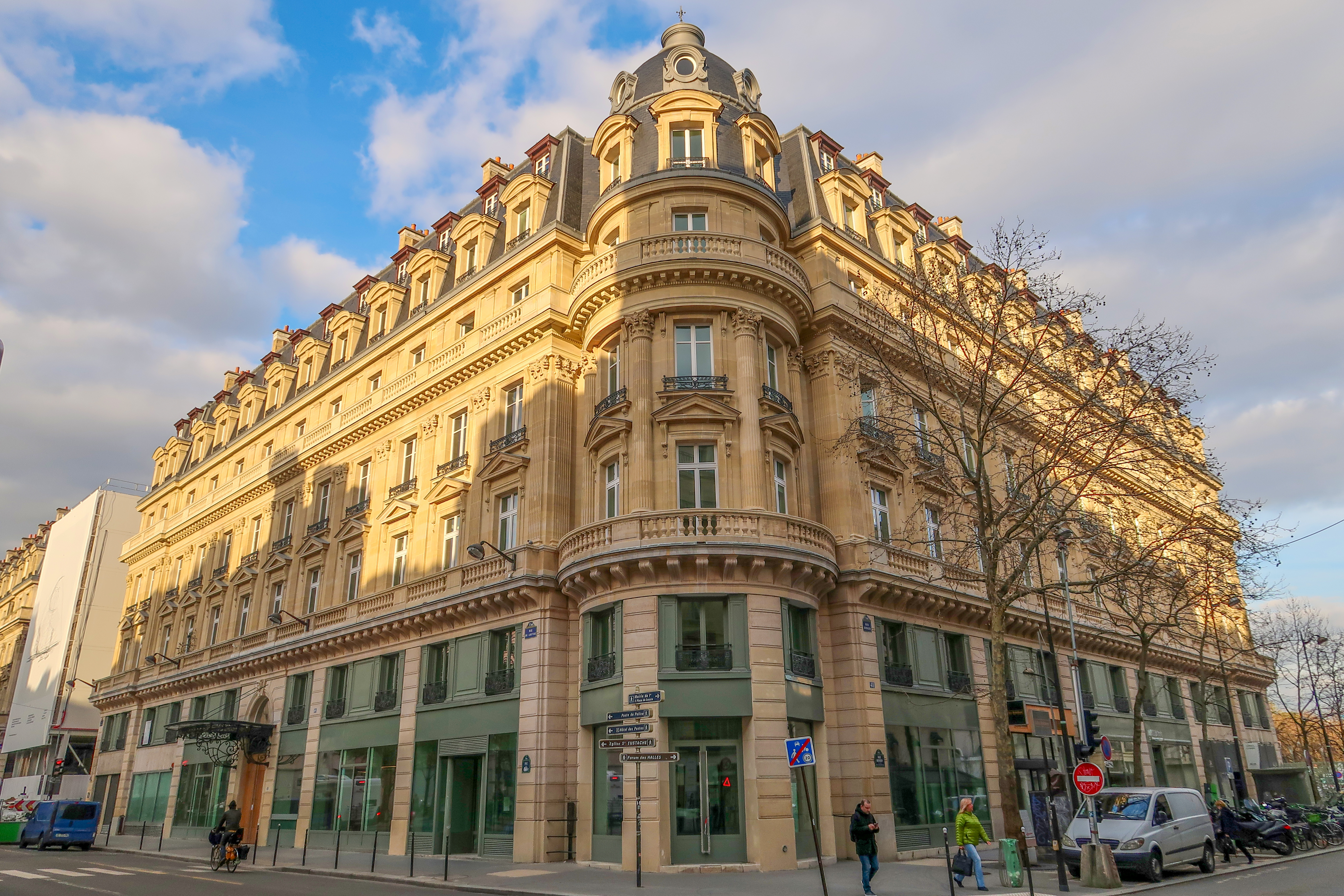
Nr. 40: ehemaliges Central-Hôtel.
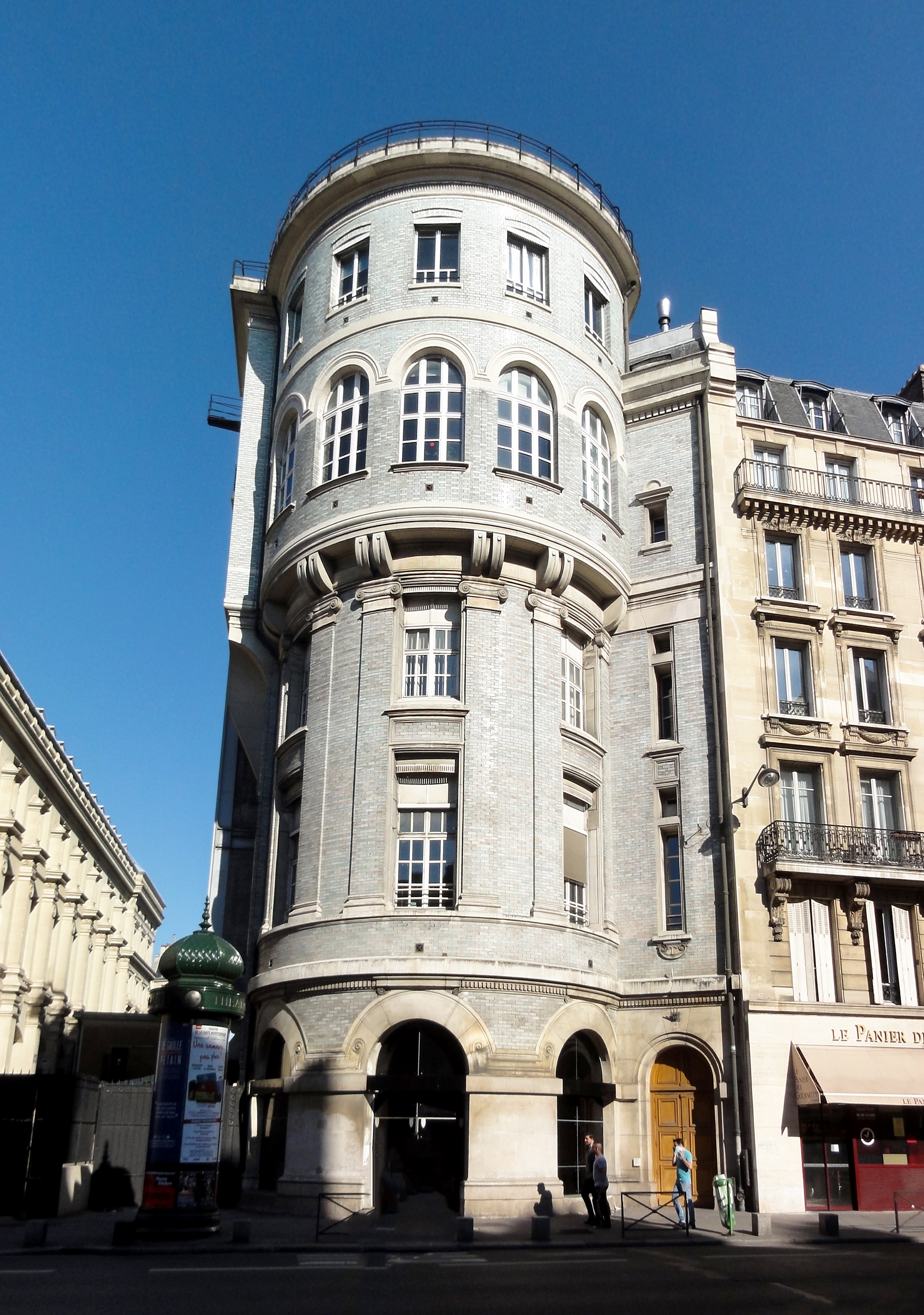
Nr. 46 bis: Central Gutenberg des téléphones
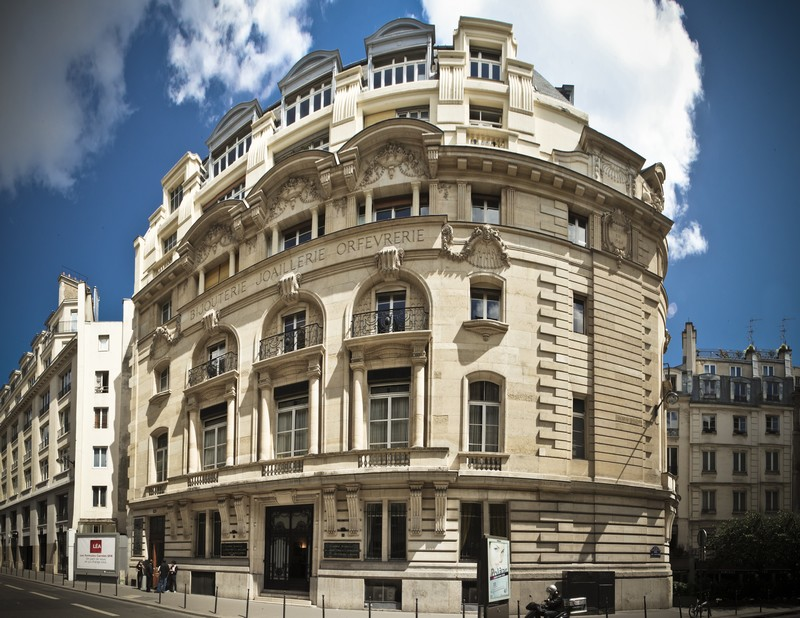
«Bijouterie Joaillerie Orfèvrerie»